# Priscilla Gneto
Priscilla Gneto, née le 3 août 1991 à Yopougon (Côte d'Ivoire), est une judokate française évoluant en moins de 57 kg. Médaillée de bronze lors des Jeux olympiques 2012 à Londres en moins de 52 kg, elle remporte un titre européen en moins de 57 kg en 2017.

## Biographie
Née en Côte d'Ivoire, Priscilla Gneto est la fille du footballeur Kpassagnon Gneto, ancien joueur de l'Africa Sports d'Abidjan et des Éléphants de Côte d'Ivoire, et d'une mère handballeuse, également sélectionnée en équipe nationale de Côte d'Ivoire. Priscilla Gneto a une sœur plus jeune, Astride Gneto, également judokate de haut niveau.
Elle grandit depuis l'âge de neuf ans à Porto-Vecchio en Corse où son père rejoint un club local. Elle commence le judo à l'âge de 11 ans et est très vite conquise par ce sport. Elle rejoint Jean-Yves Andarelli au pôle judo de Corse à Ajaccio à l'âge de treize ans. Elle obtient ses premiers résultats au niveau français avec une médaille d'argent aux championnats de France cadettes, en 2007, puis trois médailles successives aux championnats de France juniors, argent en 2008, le bronze en 2009 et l'or en 2010. Lors de cette dernière année, elle obtient une médaille de bronze aux championnats du monde juniors. Elle rejoint alors l'INSEP et le club de Levallois Sporting Club Judo, entraînée par Christian Chaumont. Elle termine l'année 2010 par une victoire dans un tournoi Grand Prix, celui de Qingdao.
Durant l'année 2011, elle termine troisième du tournoi de Paris. Retenue pour les championnats d'Europe d'Istanbul, elle est éliminée dès le premier tour par la Britannique Sophie Cox. En mai, elle remporte le Grand Prix de Bakou. Elle termine cinquième championnats du monde de Paris, battue par yuko lors de la mort subite par la Roumaine Andreea Chițu. Lors de la compétition par équipes, elle s'incline face à la Japonaise Misato Nakamura, les Françaises s'imposant sur le score de quatre à un.
Elle est sélectionnée pour ses premiers Jeux olympiques. Lors du tournoi olympique, elle commence par deux victoires face à la Chinoise He Hongmei puis la Portugaise Joana Ramos avant de s'incliner en quart de finale face à la Coréenne An Kum-ae. Lors des repêchages, elle bat Kim Kyung-ok puis elle s'impose pour la médailles de bronze face à la Belge Ilse Heylen sur ippon durant le golden score,.
Après les Jeux, elle reprend l'entraînement plus tard après une opération à l'épaule. Elle est éliminée dès le premier tour des championnats d'Europe par la Hongroise Barbara Maros.  Elle participe ensuite à la finale de la compétition par équipes où les Françaises sont battues quatre à un par les Pays-Bas. Un mois avant les mondiaux, elle se blesse, rupture d'un ligament du genou. Elle est tout de même présente aux mondiaux de Rio. Elle remporte ses deux premiers combats avant de s'incliner en quart de finale devant la future championne du monde, la Kosovare Majlinda Kelmendi sur pénalité.
Elle se fait alors opérer du genou. Elle reprend le judo peu après le tournoi de Paris en février, participe à un stage de l'équipe de France mais elle n'est pas retenue pour les championnats d'Europe de Montpellier. Elle renoue finalement avec la compétition avec une deuxième place au tournoi de Bakou. Elle termine également deux cinquième de deux tournois Grand Prix. Elle est préférée à Annabelle Euranie pour les mondiaux 2014 de Chelyabinsk. Lors de ceux-ci, elle s'incline lors de son troisième combat face à la Japonaise Yuki Hashimoto sur nippon. Elle participe à la compétition par équipes où elle apporte le premier point aux Françaises qui l'emportent trois à deux face à la Mongolie. En juillet de la même année, elle écope de trois mois de suspension de compétition à la suite d'une bagarre l'impliquant avec Clarisse Agbegnenou à la judokate Anne-Fautoumata M'Bairo au sein de l'Insep.
Non retenue pour les Jeux européens de Bakou, elle se voit de nouveau Annabelle Euranie lui être préférée, celle-ci ayant remporté une médaille d'argent à Bakou. Lors du tournoi de Paris, elle remporte la médaille de bronze, son adversaire lors de la petite finale déclarant forfait.
Elle est médaillée d'argent en catégorie des moins de 52 kg aux Championnats d'Europe de judo 2016. En concurrence avec Annabelle Euranie, elle obtient finalement sa qualification pour les Jeux olympiques de Rio 2016. Elle finance sa préparation olympique par une campagne de financement participatif lancée, en partenariat avec Powerade, sur la plateforme Sponsorise.Me. Lors de la compétition olympique, elle est disqualifiée lors du combat l'opposant en huitième de finale face à la Suisse Evelyne Tschopp, pour cause de prise du pantalon de son adversaire.
À la suite des problèmes financiers du Levallois Sporting Club Judo, Priscilla quitte les Hauts-de-Seine pour la Seine-Saint-Denis et l'Étoile sportive du Blanc-Mesnil Judo en septembre 2016. Dans le même temps, elle décide de changer de catégorie, pour rejoindre les moins de 57 kg. Pour ses débuts dans sa nouvelle catégorie, elle obtient la médaille de bronze après avoir été éliminé en demi-finale par Hélène Receveaux. En avril 2017, Hélène Receveaux et Gneto se retrouvent sur le podium des championnats d'Europe de Varsovie, Receveaux remportant le bronze alors que Gneto obtient son premier titre européen,. Bien qu'elle se blesse peu avant les mondiaux de Budapest, rupture des ligaments croisés du genou gauche, elle participe à cette compétition,. Opposée à la numéro un mondiale, Dorjsürengiin Sumiyaa lors du deuxième tour, elle est disqualifiée pour un mouvement potentiellement dangereux pour son adversaire. En octobre, elle se fait opérer d'une rupture du ligament croisé du genou gauche, avec une indisponibilité annoncée de six mois.
Revenue à la compétition aux Jeux méditerranéens, elle obtient une médaille de bronze qui lui permet de postuler pour une place pour les championnats du monde de Bakou. Lors de ceux-ci, elle est éliminée au troisième tour par ippon par la Kosovare Nora Gjakova.
Elle passe de l'US Orléans au Paris Saint-Germain en septembre 2023.

## Style
Priscilla Gneto est dotée d'une technique très complète. Selon son entraîneur, « elle peut attaquer de tous les côtés ».

## Palmarès

### Compétitions internationales
| Année | Compétition                  | Lieu      | Résultat | Catégorie      |
| ----- | ---------------------------- | --------- | -------- | -------------- |
| 2010  | Championnats du monde junior | Agadir    | 3e       | Moins de 52 kg |
| 2012  | Jeux olympiques              | Londres   | 3e       | Moins de 52 kg |
| 2016  | Championnats d'Europe        | Kazan     | 2e       | Moins de 52 kg |
| 2017  | Championnats d'Europe        | Varsovie  | 1re      | Moins de 57 kg |
| 2018  | Jeux méditerranéens          | Tarragone | 3e       | Moins de 57 kg |

Outre ses médailles individuelles, elle obtient des médailles dans des compétitions par équipes.
| Année | Compétition                   | Lieu         | Résultat |
| ----- | ----------------------------- | ------------ | -------- |
| 2011  | Championnats d'Europe         | Istanbul     | 1re      |
| 2011  | Championnats du monde         | Paris        | 1re      |
| 2012  | Championnats d'Europe         | Tcheliabinsk | 2e       |
| 2013  | Championnats d'Europe         | Budapest     | 2e       |
| 2017  | Championnats d'Europe         | Varsovie     | 1re      |
| 2018  | Championnats du monde (mixte) | Bakou        | 2e       |
| 2019  | Jeux européens                | Minsk        | 3e       |
| 2022  | Championnats d'Europe (mixte) | Mulhouse     | 1re      |
| 2023  | Championnats du monde (mixte) | Doha         | 2e       |
| 2024  | Championnats du monde (mixte) | Abou Dabi    | 2e       |

### Tournois Grand Chelem et Grand Prix
| Année | Compétition  | Lieu       | Résultat | Catégorie      |
| ----- | ------------ | ---------- | -------- | -------------- |
| 2010  | Grand Prix   | Qingdao    | 1re      | Moins de 52 kg |
| 2011  | Grand Chelem | Paris      | 3e       | Moins de 52 kg |
| 2011  | Grand Prix   | Bakou      | 1re      | Moins de 52 kg |
| 2011  | Grand Chelem | Tokyo      | 2e       | Moins de 52 kg |
| 2013  | Grand Prix   | Miami      | 2e       | Moins de 52 kg |
| 2014  | Grand Prix   | Bakou      | 2e       | Moins de 52 kg |
| 2015  | Grand Prix   | Bakou      | 3e       | Moins de 52 kg |
| 2015  | Grand Prix   | Tachkent   | 3e       | Moins de 52 kg |
| 2015  | Grand Chelem | Paris      | 3e       | Moins de 52 kg |
| 2015  | Grand Prix   | Abou Dabi  | 3e       | Moins de 52 kg |
| 2015  | Grand Prix   | Jeju       | 3e       | Moins de 52 kg |
| 2016  | Grand Chelem | Paris      | 3e       | Moins de 52 kg |
| 2016  | Grand Prix   | Düsseldorf | 2e       | Moins de 52 kg |
| 2017  | Grand Chelem | Paris      | 3e       | Moins de 57 kg |
| 2018  | Grand Chelem | Abou Dabi  | 3e       | Moins de 57 kg |
| 2018  | Grand Prix   | La Hague   | 3e       | Moins de 57 kg |
| 2021  | Grand Prix   | Zagreb     | 1re      | Moins de 57 kg |
| 2021  | Grand Chelem | Abou Dabi  | 2e       | Moins de 57 kg |
| 2022  | Grand Chelem | Paris      | 3e       | Moins de 57 kg |
| 2022  | Grand Chelem | Tel-Aviv   | 1re      | Moins de 57 kg |
| 2023  | Grand Chelem | Paris      | 1re      | Moins de 57 kg |
| 2023  | Grand Chelem | Bakou      | 3e       | Moins de 57 kg |
| 2024  | Grand Chelem | Tachkent   | 1re      | Moins de 57 kg |

### Championnats de France
- Médaille d'or en -52 kg aux Championnats de France 2010.
- Médaille d'or en -52 kg aux Championnats de France 2016.
- Médaille de bronze en -57 kg aux Championnats de France 2016.
- Médaille de bronze en -57 kg aux Championnats de France 2019.
- Médaille d'or en -57 kg aux Championnats de France 2021.

Dans les compétitions de jeune :
- Médaille d'or -52 kg aux Championnats de France cadettes 2007.
- Médaille d'or -52 kg aux Championnats de France juniors 2008.
- Médaille d'or -52 kg aux Championnats de France juniors 2009.
- Médaille d'or -52 kg aux Championnats de France juniors 2010.

## Distinction
- Chevalier de l'ordre national du Mérite en 2013[42].
- 6eme dan de judo en 2025.